# Smolany (Polska)
Smolany (lit. Smalėnai) – wieś w Polsce położona w województwie podlaskim, w powiecie sejneńskim, w gminie Puńsk.
W latach 1975–1998 miejscowość administracyjnie należała do województwa suwalskiego.
We wsi znajduje się rzymskokatolicki kościół parafialny pw. św. Izydora Oracza i siedziba parafii.

## Zabytki
W Smolanach znajdują się następujące obiekty zabytkowe wpisane do rejestru zabytków:
- Kamienny kościół św. Izydora Oracza zbudowany w latach 1834–39, fundacji Michała Habermana,
- Klasztor klasycystyczny, poreformacki z lat 1839-1840[8], od 1995 Dom Rekolekcyjny Diecezji Ełckiej,
- Kaplica grobowa rodziny Habermanów z 1846,
- Murowane ogrodzenie z XIX w.

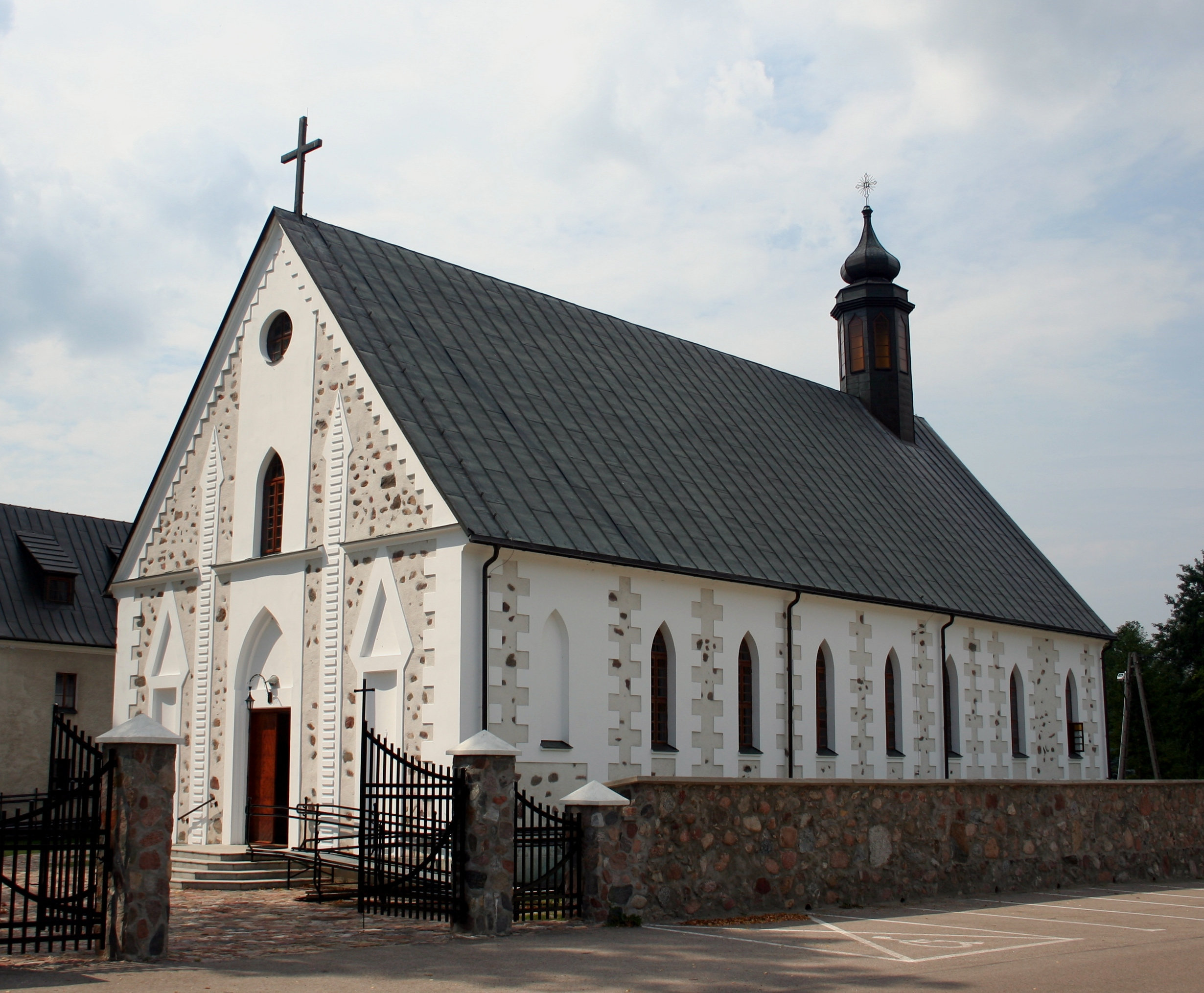
Kościół parafialny św. Izydora
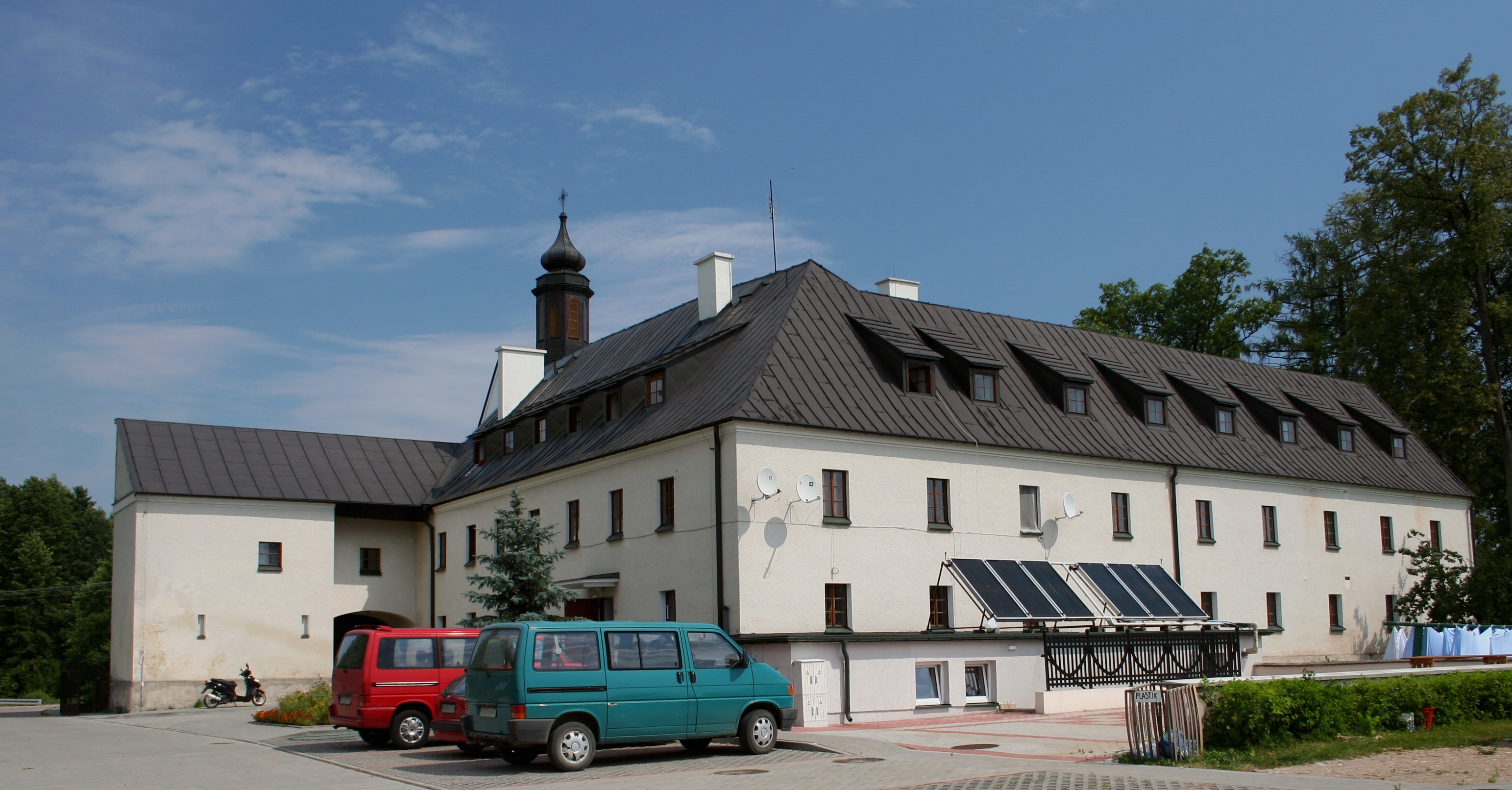
Dawny klasztor, od 1995 Dom Rekolekcyjny Diecezji Ełckiej
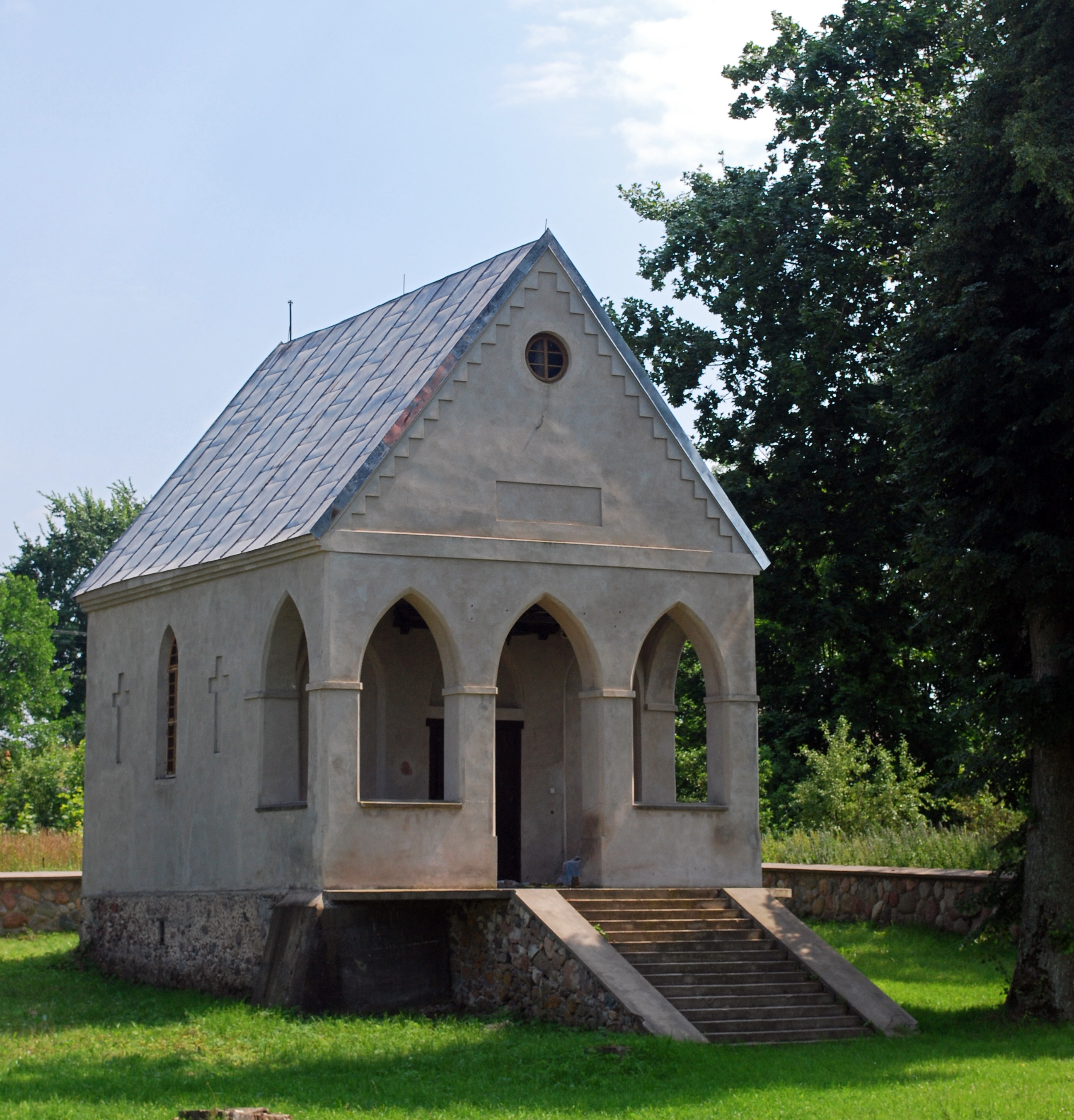
Kaplica grobowa

## Smolany w literaturze
- Krwawe srebrniki – powieść kryminalno-sensacyjna Roberta M. Rynkowskiego[9].